# 毛沢東
毛 沢東（もう たくとう、マオ・ツォートン、簡体字: 毛泽东、英語: Mao Zedong/Mao Tse-Tung、1893年12月26日〈光緒19年11月19日〉 - 1976年9月9日）は、中国の政治家、思想家。
1921年7月に創立された中国共産党の創立党員の1人で、長征と日中戦争を経て党内の指導権を獲得した、1945年より中国共産党中央委員会主席を務めた。日中戦争後の国共内戦では蔣介石率いる中華民国政府を台湾に追放し、1949年10月1日に中華人民共和国の建国を宣言した。1949年10月から1976年9月に死去するまで同国の最高指導者であった。

## 生涯

### 生い立ち
1893年12月26日（光緒19年11月19日）、清の湖南省湘潭県韶山沖（毛沢東故居）にて、父の毛貽昌と母の文素勤の間に5人兄弟の三男として誕生する。ただし長男と次男は夭逝したため、事実上は長男扱いであった。毛沢東は才覚により地主に成り上がった厳格な父によって、子供の頃から労働に従事し、勉学にも励んだ。1907年に4歳年上の羅一秀と結婚するが、親に押し付けられた結婚であり、結局羅とは一度も同居することなく、1910年に羅は赤痢により20歳で死去した。
従兄から贈られた中国の近代化を説く本に刺激を受けた毛は、1910年秋に故郷の韶山を離れて湘郷県立東山高等小学校に入学。この学校では、康有為や梁啓超らの思想を学び、それらに影響を受けた。1911年春に毛は長沙に赴き、湘郷駐省中学への入学を希望した。同年10月に辛亥革命が勃発すると、清中央政府に反旗を翻した湖南駐屯の第25混成協第50標第1営左隊に入隊する。半年後、清朝が事実上崩壊したことにより、毛は軍を除隊して学校へ戻った。1912年、長沙の湖南全省公立高等中学校（現在の長沙市第一中学）に入学し、中学への入学の際に明治維新に関心を持っていた毛は、父に幕末の僧である月性の詩の「将東遊題壁」を贈り、意気込みを示した。
1913年春に湖南省立第四師範学校に入学し、さらに翌年秋には湖南省立第一師範学校に編入した。いくつかの学校を転々とする間、毛はアダム・スミスやモンテスキューなどの社会科学系の書物に触れた。
1917年、孫文の同志だったアジア主義者の宮崎滔天が毛の故郷である湖南省を訪れ、講演会を開いた。毛はこの講演会に出席し、日本が欧米白人のアジア支配を打破したことを聞いて喜んだ。後に毛はアメリカの記者であるエドガー・スノーに日露戦争当時の日本の歌詞を紹介し、次のように告白している。
同年、陳独秀が主宰する雑誌『新青年』に毛の最初の論文となる「体育の研究」を発表。師範学校在学中、新文化運動に影響を受けた毛は、1918年4月、学友たちと共に新民学会を創立して政治活動に加わるようになった。

### 教師時代
1918年夏に湖南省立第一師範学校を卒業した。1919年5月の5・4運動期に、教授で恩師の楊昌済（後の義理の父親となる）とともに中華民国北京政府の首都である北京へ上京する。楊昌済の推薦により、北京大学の図書館にて館長の李大釗とともに司書補として勤めるかたわら、『新青年』の熱心な寄稿者となる。毛は同大学の聴講生として登録し、陳独秀・胡適、そして銭玄同のような知識人たちといくつかの講義やセミナーに出席した。上海に滞在中の毛は、共産主義理論を取り入れるためにできる限り読書に勤しんだ。
翌1919年には帰郷して長沙の初等中学校で歴史教師となり、『湘江評論』を創刊するが4号で省政府から発禁処分を受ける。この頃、新式学校の設立を計画したり陳独秀や李大釗と会ったりしており、1920年には長沙師範学校付属小学校長になると同時に啓蒙的な書籍を扱う出版社を設立している。父の遺産や事業による収入はかなりのもので、毛沢東の生活は安定していたといわれる。同年には楊昌済の娘で学友の楊開慧と結婚し、岸英・岸青・岸龍の男子3人をもうけた。なお、第一次国共合作が破れ、共産党と国民党の戦いが激しさを増していた1930年10月に蔣介石率いる国民党軍は楊開慧と岸英・岸青を捕えた（岸龍はすでに死亡）。楊開慧は殺害され、その後息子たちは親類に送り返されている。

### 中国共産党と中国国民党への参加
1921年7月23日、毛は中国共産党の第1回党大会に出席する。1923年6月の第3回党大会で中央執行委員会（現在の中央委員会）の委員5人のうちの1人に選ばれた。この第3回党大会では、コミンテルンの指導の下で「国共合作」の方針が決議された。9月に毛は共産党中央執行委員会の指示と国民党の委託を受けて長沙に赴き、国民党の湖南支部を組織した。
1924年1月の第1回中国国民党全国代表大会に出席し、国民党中央執行委員会の候補委員に選出された。同年に毛は国民党上海支部の幹部（組織部書記）となった。毛は指導者の地位を生かして労働組合のオルグに力を注ぐ。毛はしばらくの間、共産党が革命の重要な都市として重視した上海に残った。しかしながら、党は労働組合運動を組織し、民族主義の同盟国との関係を築くという大きな難題に遭遇した。党は困窮し、毛は革命に幻滅を感じて韶山に戻ってきた。自宅にいる間の1925年に上海と広州で発生した暴動を聞いたことで、毛の関心は蘇った。毛の政治的野心は蘇り、第2回国民党全国代表大会の議会の準備に参加するため、国民党の本部がある広東へ向かった。1925年10月に毛は国民党中央宣伝部長代行となった。
1926年12月、長沙で開催された労働者と農民の代表大会に出席するために湖南省に戻っていた毛は、翌年1月から2月にかけて湖南省における農民運動の報告書を作成した。これは「農民に依拠し、農村を革命根拠地とする」という毛の革命理論の構築の初期段階と考えられている。

### 第一次国共内戦
毛は国共合作において重要な役割を果たしていたが、1927年4月12日の上海クーデターで国共合作は崩壊した。その直後の4月27日から5月10日にかけて開催された第5回党大会で毛は中央委員会候補委員に選出された。8月7日に漢口において開催された党中央緊急会議（「八七会議」）において、毛は「武力で政権を打ち立てる」方針を提案し、国民党との武装闘争が党の方針として決議された。さらに毛は臨時中央政治局候補委員に選出された。「八七会議」の決議を受けた毛は、9月9日に湖南省で武装蜂起するも失敗し（秋収起義）、配下の農民兵と共に孤立して家族とも離れて湖南省と江西省の境にある井崗山に立てこもることになった。なお、この根拠地に潜伏中、江西省出身の女性の賀子珍と暮らすようになり、1929年には長女が誕生している。1927年11月、上海の党臨時中央政治局は拡大会議を開き、毛は会議に欠席のまま政治局候補委員から解任された。1928年7月、第6回党大会において中央委員に選出。
井崗山を最初の革命根拠地として選んだ毛沢東は、1929年から1931年にかけて湖南省・江西省・福建省・浙江省の各地に農村根拠地を拡大し、地主・富農の土地・財産を没収して貧しい農民に分配するという「土地革命」を実施していった。毛沢東は江西省瑞金に建設された中央革命根拠地である「江西ソビエト」に移り、1931年11月に瑞金を首都とする「中華ソビエト共和国臨時中央政府」の樹立を宣言してその主席となった。しかし、江西ソビエトを始めとする中国共産党の根拠地は国民党軍の執拗な攻撃にさらされた。国民党軍による包囲に対して、毛や朱徳など前線司令部は「敵の先鋒を避け、戦機を窺い、その後に兵力を集中して敵軍を各個撃破する」というゲリラ作戦をたてたが、上海にある党臨時中央政治局は、積極的に出撃して敵の主力を攻撃し、国民党軍による包囲を粉砕することを前線に求めてきた。毛の作戦はソ連留学組中心だった党指導部によって批判され、1932年10月、毛は軍の指揮権を失った。また、毛が推進していた「土地革命」も批判の対象となり、中止に追い込まれた。さらに1933年1月、中国共産党の本部が上海から瑞金に移転し、党指導部が毛に代わって中央革命根拠地における主導権を掌握した。毛は1934年1月の第6期党中央委員会第5回全体会議（第6期5中全会）で中央政治局委員に選出されたものの、実権を持つことはなかった。
国民党軍の度重なる攻撃によって根拠地を維持できなくなった紅軍は、1934年10月18日についに江西ソビエトを放棄して敗走し、いわゆる「長征」を開始する。この最中の1935年1月15日に、貴州省遵義で開かれた中国共産党中央政治局拡大会議（遵義会議）で、博古らソ連留学組中心の党指導部は軍事指導の失敗を批判されて失脚し、新たに周恩来を最高軍事指導者、張聞天を党中央の総責任者とする新指導部が発足した。毛沢東は中央書記処書記（現在の中央政治局常務委員）に選出されて新指導部の一員となり、周恩来の補佐役となった。しかし、毛沢東は周恩来から実権を奪っていき、8月19日、中央書記処の決定により、毛沢東は周恩来に代わって軍事上の最高指導者の地位に就いた。1936年秋には陝西省延安に根拠地を定め、以後自給自足のゲリラ戦を指示し、消耗を防ぎながら抵抗活動を続ける。同年12月7日に朱徳に代わって中華ソビエト共和国中央革命軍事委員会（紅軍の指導機関）主席に就任して正式に軍権を掌握。5日後の12月12日に西安で起きた張学良・楊虎城らによる蔣介石監禁事件（西安事件）で、コミンテルンの仲介により宿敵である蔣介石と手を結び、第二次国共合作を構築。翌年、中華ソビエト共和国は「中華民国陝甘寧辺区政府」に、紅軍は「国民革命軍第八路軍（八路軍）」に改組された。中華ソビエト共和国中央革命軍事委員会も中国共産党中央革命軍事委員会（現在の中国共産党中央軍事委員会）に改組され、毛沢東は改めてその主席に就任した。

### 日中戦争
1937年7月7日に始まった日中戦争（当時の日本側呼称：支那事変）では抗日戦線を展開し、国民党軍と共に、アメリカやソビエト連邦などの連合国から得た軍事援助を元に日本軍と対峙する。毛沢東思想に基づいて農村などの地域共同体と一体化していた八路軍は兵站の確保を容易にし、人民の海に紛れての隠密活動と神出鬼没のゲリラ戦を得意とした。これに対抗するべく日本と同盟する汪兆銘政権は、地域組織「新民会」等を組織して同様の民衆工作に取り組んだが効果は限定的であった。蒋介石が指導する国民革命軍は米英の援助により装備は優れていたものの、兵力温存を理由に日本軍との正面決戦を避ける傾向があったので中国民衆の支持を失っていた。蒋介石が兵力温存に執心したのは抗日戦後の中国共産党との決戦に備える為であったが、この方針は裏目に出て国共内戦での劣勢を招くことになった。中国国民党を支援していたアメリカも蒋介石に不信感を抱くようになり、蒋介石との関係が悪化した軍事顧問スティルウェルは解任されている。抗日戦での活躍を中国民衆に大きく印象付ける事に成功した八路軍は、その後の国共内戦においても大衆の支持を集めて戦況を有利なものにしている。
日本降伏と日本軍武装解除後に開始された国共内戦時には、中国大陸に残留して八路軍への入隊を希望する日本軍人も少なくなかった。当時の八路軍はその軍紀（三大紀律八項注意）遵守が評判になっており、また日本人捕虜を厚遇して寛大に扱っていたという伝聞もあったので、八路軍に好意的な感情を持つ日本軍将兵も少なからずいた。支那派遣軍勤務だった昭和天皇の弟三笠宮崇仁親王も八路軍の軍紀に魅了されていた。これはソ連の赤軍との大きな違いであった。特殊技能を持つ日本軍将兵（航空機・戦車等の機動兵器、医療関係）の中には長期の残留を求められて帰国が遅れた者もいた（気象台勤務であった作家の新田次郎など）。また、聶栄臻のように戦災で親を亡くした日本人の姉妹に自ら直筆の手紙を持たせて日本へと送るよう配慮した人物もいた。
また、対日爆撃を行っていたアメリカのカーチス・ルメイとも連絡を取り、中国北部から気象観測情報を提供する代わりに物資を支援されていた。中国南部にある蔣介石の実効支配地域と同じようなB-29の飛行場の建設も毛沢東はルメイに提案していた。
1938年には長征時代の妻の賀子珍と離婚し、不倫の上で上海の元女優・江青と結婚した。1940年には『新民主主義論』を著して新たな中国の国家・社会論を示し、中国共産党を中心とする未来の政権構想・社会建設構想を表明した。
遵義会議以降、党の実権を掌握していった毛沢東だったが、1942年からの整風運動（延安整風）によって党内の反毛沢東派を粛清していき、党内の支配権を確実なものとした。1943年にはソ連留学組だった中央書記処総書記の張聞天を排除し、同年3月20日、中央政治局主席兼中央書記処主席（事実上の党首）に就任して党の最終決定権を獲得した。1945年、第7回党大会で毛沢東思想が党規約に指導理念として加えられ、6月19日の第7期1中全会において、毛沢東は党の最高職である中央委員会主席に就任した。

### 第二次国共内戦
1945年5月、中国国民党は第6回全国代表大会を開催し、孫文が提唱した革命の第3段階である「憲政」に入ることを示した。そして、「憲政」が国民党主導の国民大会によって実施されるという構想を明らかにした。一方、毛沢東は同時期に開催されていた中国共産党第7回党大会で『連合政府論』を提唱し、国民党案に不同意を表明した。日中戦争当時、共産党と国民党は表面上協調関係を結び、毛沢東も蔣介石の権威に従っていたが、戦争終結を目前にして、毛沢東は「蔣介石と対等な指導者」としての立場をめざし、共産党と国民党の対立は深刻化していった。また、毛は第7回党大会で「たとえ、我々がすべての根拠地を喪失したとしても、東北（満洲）さえあれば、それをもって中国革命の基礎を築くことができるのだ」と述べた。終戦直前の8月13日に毛沢東は蔣介石との武力闘争を内部指示として発した。

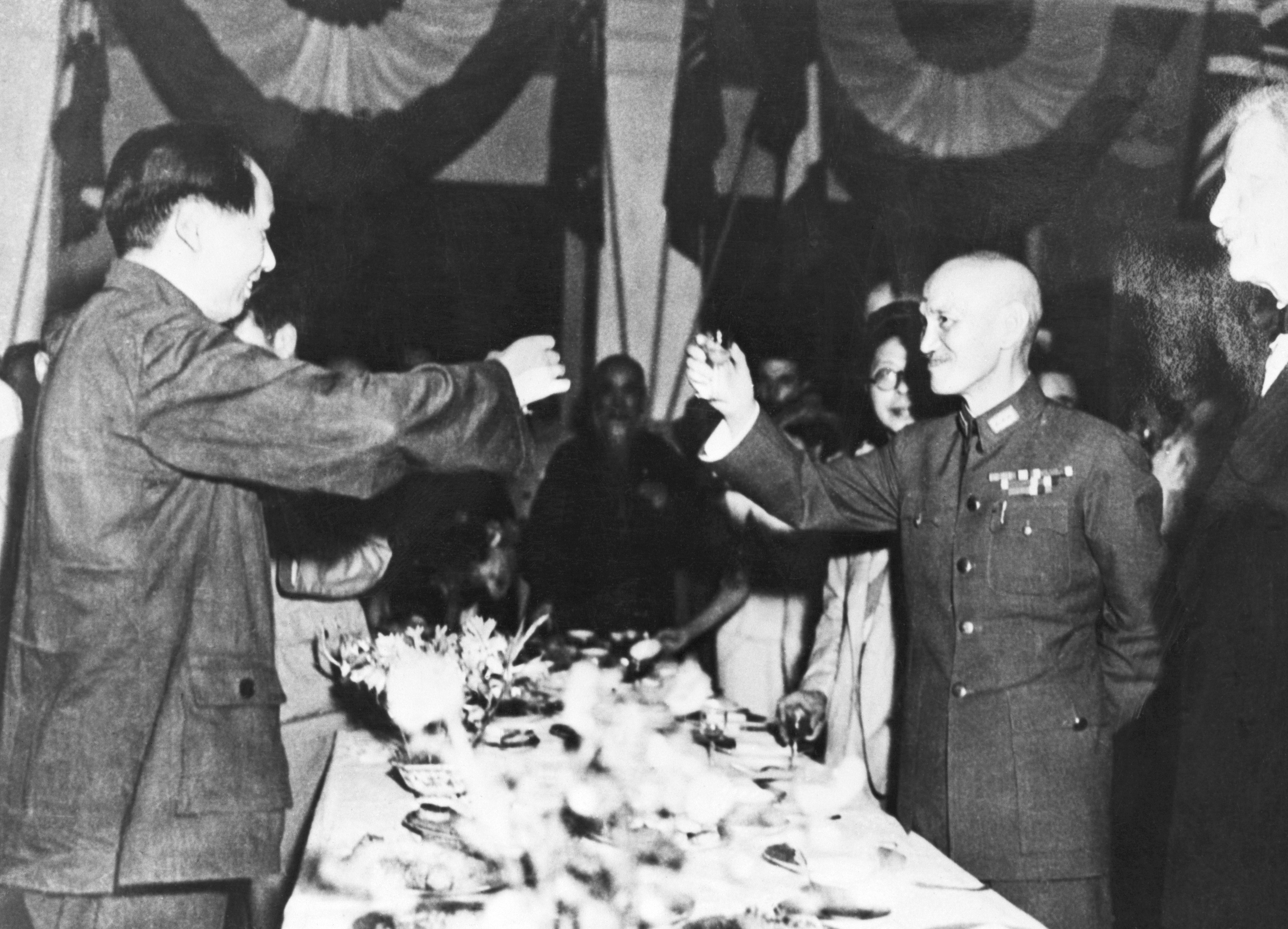
1945年、祝杯をあげる毛沢東（左）と蔣介石（右）

1945年8月14日、日本はポツダム宣言受諾を連合国側に通告し、8月15日に終戦を迎えた（日本の降伏）。8月30日、蔣介石と毛沢東は重慶で会談し、国共和平・統一について議論を重ねた。議論は長引き、10月10日に「双十協定」としてまとめられた。「双十協定」では、国民党が「政治の民主化」「各党派間の平等性や合法性」などを約し、共産党も「蔣介石の指導」「国民党の指導下での統一国家の建設」を承認するなど、内戦回避と統一政権樹立について両党が努力することが確認された。さらに国民党の張群、共産党の周恩来、アメリカのジョージ・マーシャル将軍は三者会談を行い、停戦協定を発表して軍事調処執行部（三人委員会）も成立した。
しかし、「双十協定」が調印されたその日に山西省南部で上党戦役が勃発し、共産党軍と国民党軍が交戦して共産党軍が国民党軍に大きな打撃を加えた。また、この年末には、降伏した日本軍の接収・管理のために国民党軍が東北地方に派遣されると、共産党も林彪率いる東北民主連合軍を派遣し、緊張関係が生じた。
1946年1月、「双十協定」に基づき、政治協商会議（党派間の協議機関）が重慶で開催された。各党派の代表構成は国民党が8、共産党が7、その他の政党・無党派が23であった。この会議では憲法改正案・政府組織案・国民大会案・平和建国綱領などが採択され、国民政府委員会（政府最高機関）の委員の半数が国民党以外に割り当てられるなど、国民党は共産党を初めとする諸党派に対して一定の譲歩を示した。しかし、3月の党大会において、国民党は共産党が提唱する「民主連合政府」の拒否と国民党の指導権の強化を決議した。6月26日、蔣介石は国民革命軍（中華民国の正規軍。実質的には国民党軍）に対して共産党支配地区への全面侵攻を命令、国共内戦が始まった。中国共産党はこれに対して6月22日に「アメリカの蔣介石に対する軍事援助に反対する声明」を提出し、アメリカの援助はいまや明らかに中国内政への武装干渉であり、中国を引き続き内戦・分裂・混乱・恐怖・貧困に陥れていると指摘し、アメリカに対して「一切の軍事援助の即時停止、中国におけるアメリカ軍の即時撤退」を要求した。マーシャル将軍は、中国への武器弾薬の輸出禁止措置をとった。8月10日にはトルーマンが蔣介石にその行動を非難し、同年12月18日にトルーマンは「対中政策」を発表し、アメリカは「中国の内戦に巻き込まれることを避けつつ、中国国民が中国に平和と経済復興をもたらすのを援助する」だけであるとしてマーシャル将軍の召喚と中国内戦からのアメリカの撤退を表明する。
国共内戦が起きると、毛沢東は地主の土地を没収し農民に分配する「土地革命」を再開し、農民の支持を獲得していった。
国共内戦では「全面侵攻」を進める蔣介石に対して毛沢東はゲリラ戦を展開した。1947年3月28日に毛は党中央の所在地である延安の放棄を決定、国民党軍を山岳地帯に誘い込み、国民党の戦力消耗を図った。内戦当初優勢だった国民党軍はこの頃より勢いに陰りを見せ始めた。毛沢東率いる中国人民解放軍（1947年9月、八路軍から改称）はソビエト連邦からの軍事援助を受けつつ、アメリカ政府内の共産主義シンパの抵抗によって軍事支援を削減された国民党軍に対して大規模な反撃に出た。1948年9月から1949年1月にかけて展開された「三大戦役」 において人民解放軍は勝利を重ね、国民党軍に大打撃を与えた。1949年1月、人民解放軍は北平（北京）に入城し、4月23日には国民政府の根拠地・首都南京を制圧した。
1949年3月の第7期2中全会において、新政治協商会議の開催と民主連合政府の樹立を各界によびかけた。かくして、9月21日から9月30日にかけて北京に全国の著名な有識者や諸党派の代表が集まり、中国人民政治協商会議が開催された。この会議では新国家の臨時憲法となる「中国人民政治協商会議共同綱領」が採択され、新国家の国号を「中華人民共和国」とし、毛沢東が中央人民政府主席に就任することが決議された。また、北平を北京に再び改称し、国民政府の象徴である南京から遷都することも決定した。

### 中華人民共和国の建国

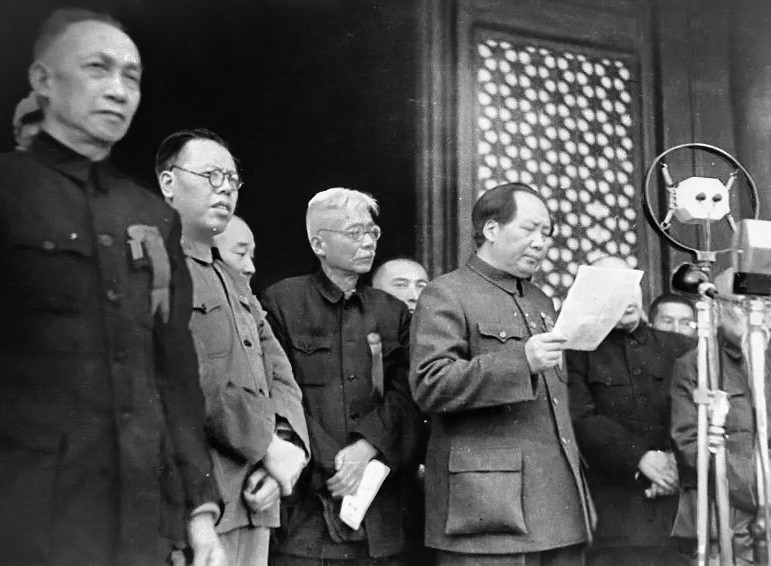
建国宣言を朗読する毛沢東

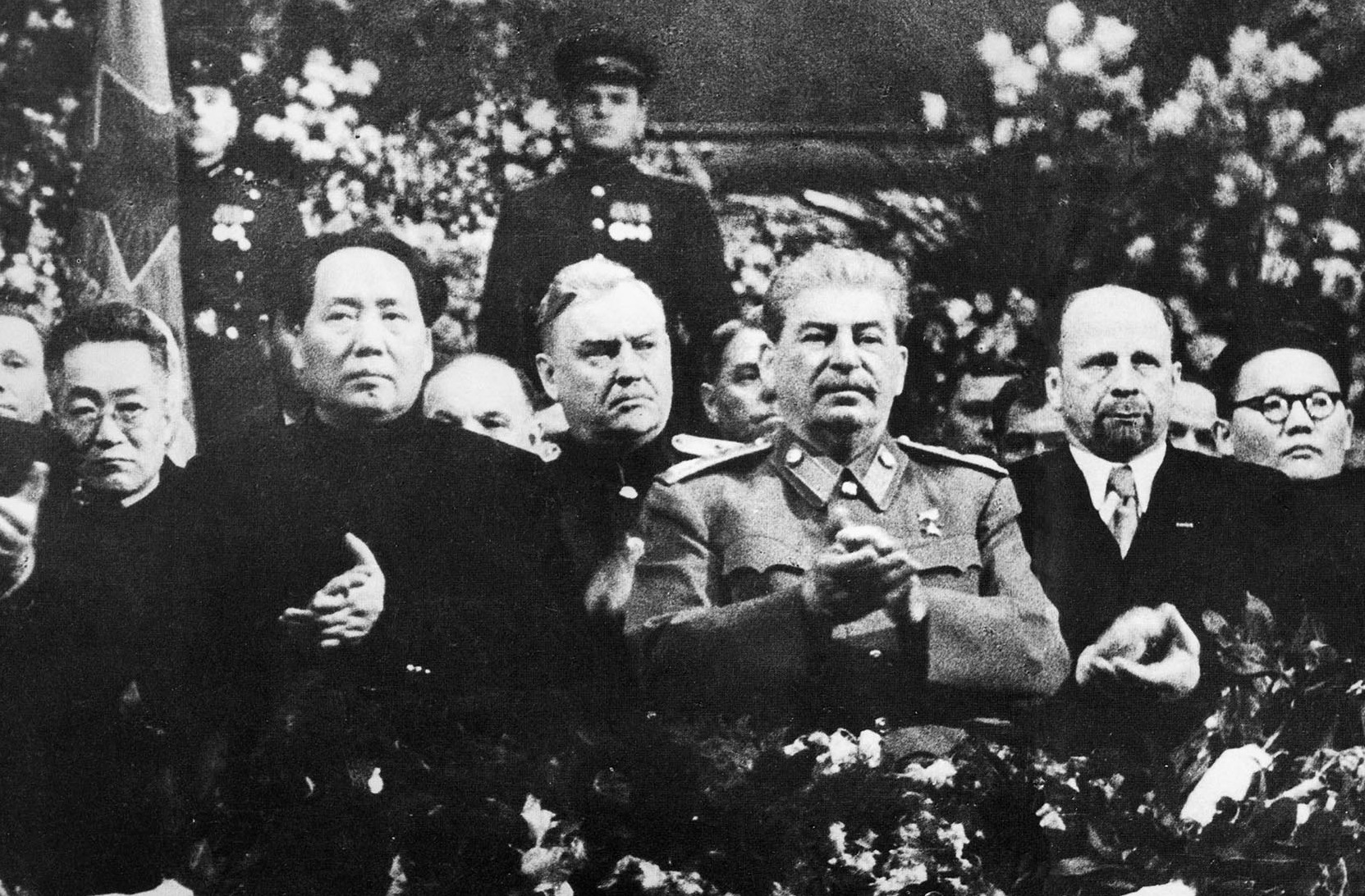
スターリン（右から3番目）の70歳の誕生日を祝う毛沢東（左）、ブルガーニン、ウルブリヒト（東ドイツ）、ツェデンバル（モンゴル）、1949年12月。

1949年10月1日、毛沢東は北京の天安門の壇上に立ち、中華人民共和国の建国を宣言した。しかし、この段階では国共内戦は終息しておらず、11月30日に重慶を陥落させて蔣介石率いる国民党政府を台湾島に追いやったものの、1950年6月まで小規模な戦いが継続した。
中華人民共和国の臨時憲法である「中国人民政治協商会議共同綱領」は、中華人民共和国が「人民民主主義国家」であるとした。そして、政治と経済の体制には「新民主主義」（綱領第1条）と「国家資本主義」（綱領第31条）を掲げ、「共産党の指導」や「社会主義」といった文言は一切盛り込んでいなかった。つまり、建国の段階では中華人民共和国は中国共産党がめざす「社会主義国家」ではなかった。事実、国家元首である中央人民政府主席には毛沢東が、首相である政務院総理には周恩来が就任したものの、中央人民政府副主席6名のうち半数は非共産党員であり、副総理・閣僚級ポストのおよそ半数も非共産党員が占めた。
とはいえ、毛沢東は社会主義を「将来の目標」としており、ソ連との関係強化を図っている。建国直前の1949年7月には「向ソ一辺倒」を宣言し、建国まもない1949年12月から1950年2月にかけてソ連を訪問してヨシフ・スターリンの70歳の誕生日を祝い、中ソ友好同盟相互援助条約を締結するなどして、ソ連の援助を引き出した。その後に勃発した朝鮮戦争では、ソ連軍を朝鮮半島から撤退させていたスターリンの意向を受けて台湾侵攻を後回しにして中国人民志願軍を北朝鮮に派遣。この戦争で、毛はソ連で実戦やロシア語を学んで軍司令官の彭徳懐の通訳になっていた長男の岸英を国連軍の一国であるアメリカ空軍の爆撃で失った。
朝鮮戦争勃発直前の1950年6月20日、毛沢東は「中華人民共和国土地改革法」を公布した。これは、かつて中国共産党が支配地域で実施していた「土地革命」を、全国の未実施地域で行おうとするものであった。ただし、この法律は従来の「土地革命」とは異なり、「富農経済の保護」を打ち出し、「穏健で秩序ある」改革をめざすものであった。この改革によって、各種の農業生産高は一気に増大した。なお、同時期の工業は、農業以上に生産の伸長が著しかった。毛はまた、1951年末から汚職・浪費・官僚主義に反対する「三反運動」を、1952年初から贈賄・脱税・国家資材の横領と手抜き・材料のごまかし・経済情報の窃盗に反対する「五反運動」を展開した。「三反運動」は行政組織のスリム化と透明化をめざすものであったが、「五反運動」は事実上民族資本家や金融関係者が対象となり、商工業者に深刻な打撃を与えた。その後インドシナ戦争でベトナムを支援した。

### 過激化

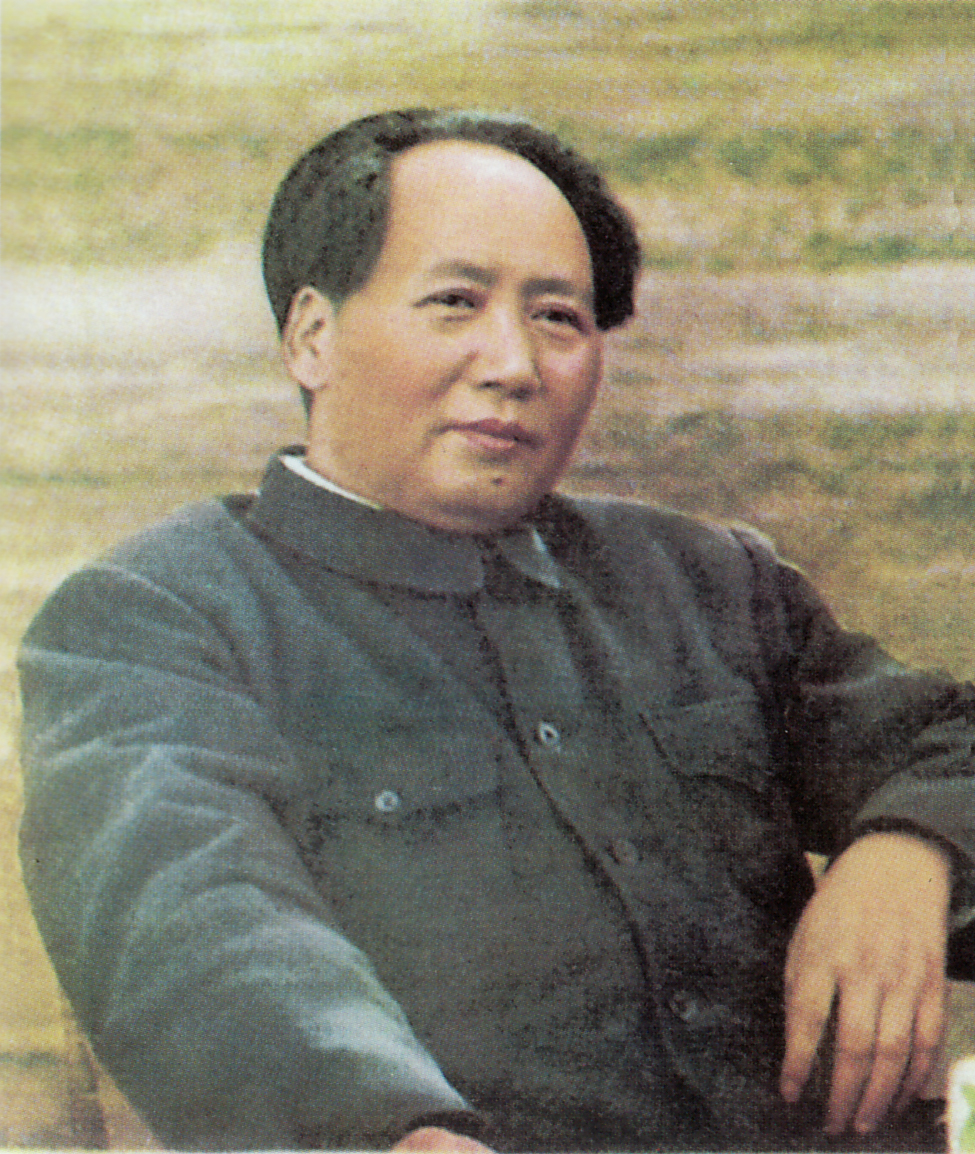
毛主席語録に掲載された毛沢東のポートレイト、1955年

建国当初、新民主主義社会の建設を目標に、「穏健で秩序ある」改革を進めていた毛沢東は、1952年9月24日、突如として社会主義への移行を表明した。1950年の全国政治協商会議第2回会議で社会主義への移行は「かなり遠い将来のこと」と発言していた毛が、急進的に社会主義を導入しようと方針転換したことは、周恩来や劉少奇など多くの指導者を困惑させた。しかし、毛は1953年1月よりソ連型社会主義の計画経済をモデルとした第一次五カ年計画を開始させ、農業の集団化などの社会主義化政策を推進していった。第一次五カ年計画は重化学工業への投資で高い経済成長を達成し、当時の中国のGDPは同様に戦後復興を進めていた日本より上回っていた。
毛沢東は中華人民共和国を新民主主義国から社会主義国に変貌させるため、国家機構の改造にも着手した。1954年9月、全国政治協商会議に代わる最高権力機関として全国人民代表大会が設置され、9月20日に全人代第1回会議において中華人民共和国憲法が正式に制定された。この憲法では、毛沢東が提唱する社会主義への過渡期論が盛り込まれ、国家の目標として社会主義社会の実現が明記された。9月27日、毛沢東は憲法に基づいて新たに設置された国家主席に就任した。なお、首相である国務院総理には周恩来が改めて就任し、全人代常務委員長に劉少奇、国家副主席には朱徳が任命された。また、国務院副総理10名すべてが共産党員であり、全人代副委員長や国務院の閣僚クラスにおける非共産党員の割合が大幅に減少するなど、国家の要職は中国共産党が独占した。
国家主席に就任した毛沢東は、労働改造所を設置して自己に対する反対勢力を粛清していく。1956年2月にソ連の指導者であるフルシチョフが行ったスターリン批判に衝撃を受けた毛沢東は、中国共産党に対する党外からの積極的批判を歓迎するという「百花斉放百家争鳴」運動を展開した。しかし、多くの知識人から共産党の独裁化を批判されると、毛はこれを弾圧するために1957年6月に反右派闘争を開始し、少なくとも全国で50万人以上を失脚させ投獄した。
反右派闘争によって共産党に批判的な知識人層の排除に成功した毛沢東は、急進的社会主義建設路線の完成をめざした。毛は「イギリスを15年以内に追い越す」ことを目標として、1958年に大躍進政策を発動。大量の鉄増産のため、農村での人海戦術に頼る「土法高炉」と呼ばれる原始的な製造法による小規模分散生産を採用し、量のみを重視し質は全く度外視したため、使い物にならない鉄くずが大量に生産された。農村では「人民公社」が組織されたが、かえって農民の生産意欲を奪い、無謀な生産目標に対して実際よりも水増しされた報告書が中央に回るだけの結果になった。こういったことから大躍進政策は失敗し、続いて「3ケ年自然災害」が発生。大躍進政策発動から数年間で推定2000万人から5500万人の餓死者を出した（中華人民共和国大飢饉）。
このことで「世界三大大量殺戮者」として、ドイツのヒトラーやソ連のスターリンと共に揶揄されることとなった。この失敗以降、毛沢東の政策は次第に現実離れしていき、批判を受け付けない独裁的な傾向が強くなっていき、後の文化大革命につながる。

### 中ソ対立

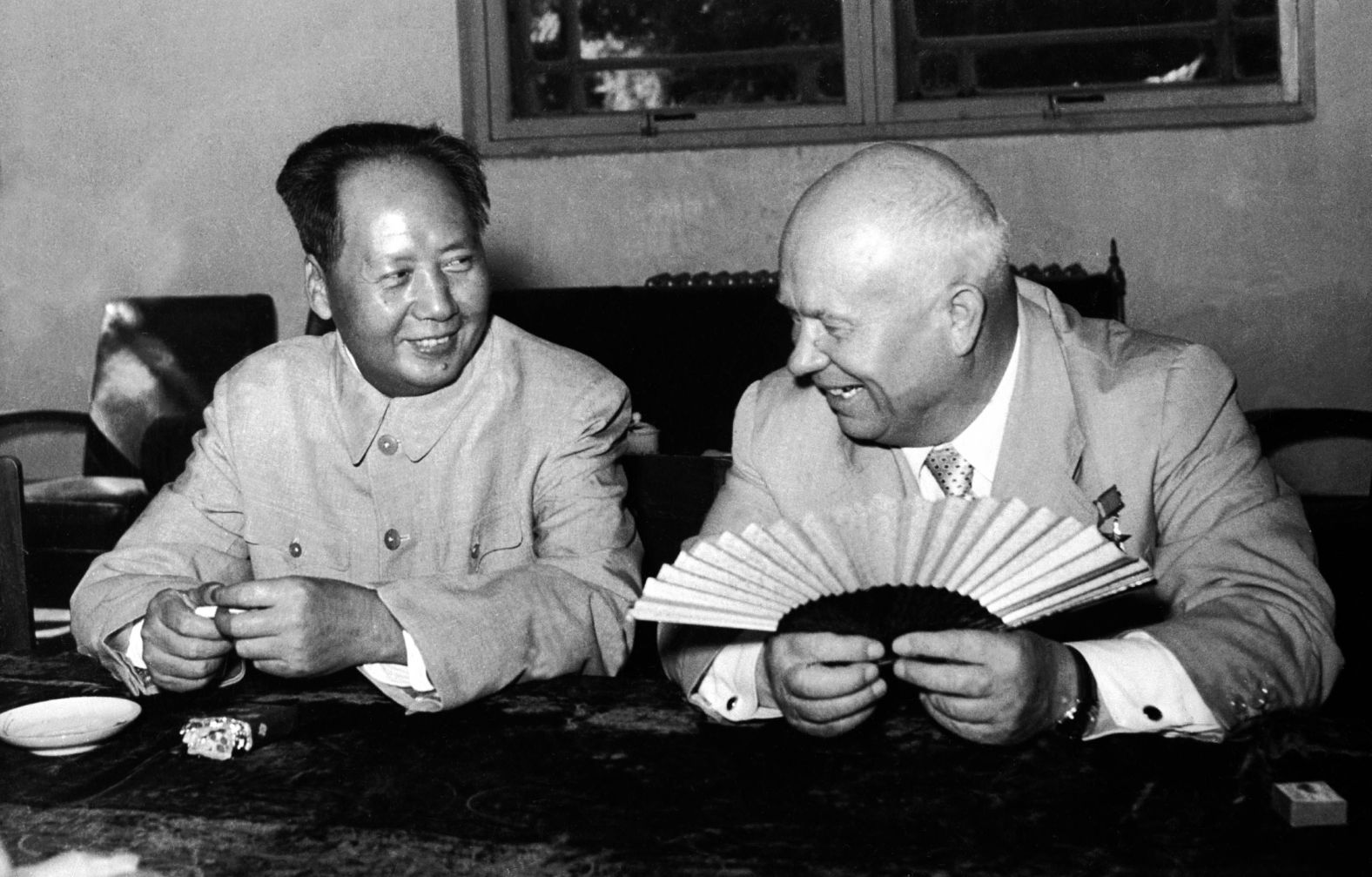
フルシチョフと毛沢東（1958年・北京にて）

スターリン批判や対アメリカ政策をめぐって毛沢東はソ連の指導者フルシチョフと不仲となり、1956年から中ソ対立が深刻化していった。1960年には中華人民共和国に派遣されていたソ連の技術者全員が引き上げたほか、1962年のキューバ危機では、中華人民共和国政府はソビエト政府の対応を公式に非難した。さらに1963年からは中国共産党とソ連共産党の公開論争が開始されてイデオロギー面の対立も深まるなど、かつて蜜月であった中ソ関係は一気に冷え込むこととなり、毛沢東はかつて自ら掲げた「向ソ一辺倒」と決別して自力更生を掲げるようになった。理論面でも3つの世界論を唱えてソ連や米国と一線を画す第三世界に中華人民共和国を分類した。また、ロシア帝国最後の皇帝ニコライ2世とその一家を虐殺したソ連に対する中華人民共和国の優越性を示すとして清朝最後の皇帝で日本の傀儡国家満州国の皇帝でもあった愛新覚羅溥儀を思想改造して今度は共産党の傀儡にすることで政治的に利用した。
1964年から1965年にかけてはアメリカで弾道ミサイルを開発していた銭学森をはじめとする海外から帰国した科学者の協力で両弾一星を推し進めて中国初の核実験を実施し、中華人民共和国をアメリカ合衆国・ソビエト連邦・イギリス・フランスに続くアジア初の公式核保有国にさせ、原子爆弾の開発からわずか2年と8ヶ月で水素爆弾を開発した。これは五大国の中でも最速だった。さらに核弾頭搭載可能な東風2号ミサイル発射試験に成功して核爆弾搭載可能な戦略爆撃機など戦略兵器を次々に開発して軍事的にもソ連から自立するようになった。1969年3月には中ソ国境紛争が発生、両国は交戦するに至り、核戦争の可能性も起きた。また、自らを称賛する東方紅を宇宙から流す人工衛星の東方紅1号を打ち上げ、曙光1号による有人宇宙飛行も計画するなどソ連に対抗して中国の宇宙開発も推し進めた。

### 文化大革命

紅衛兵の歓呼に答礼する毛沢東、1966年8月

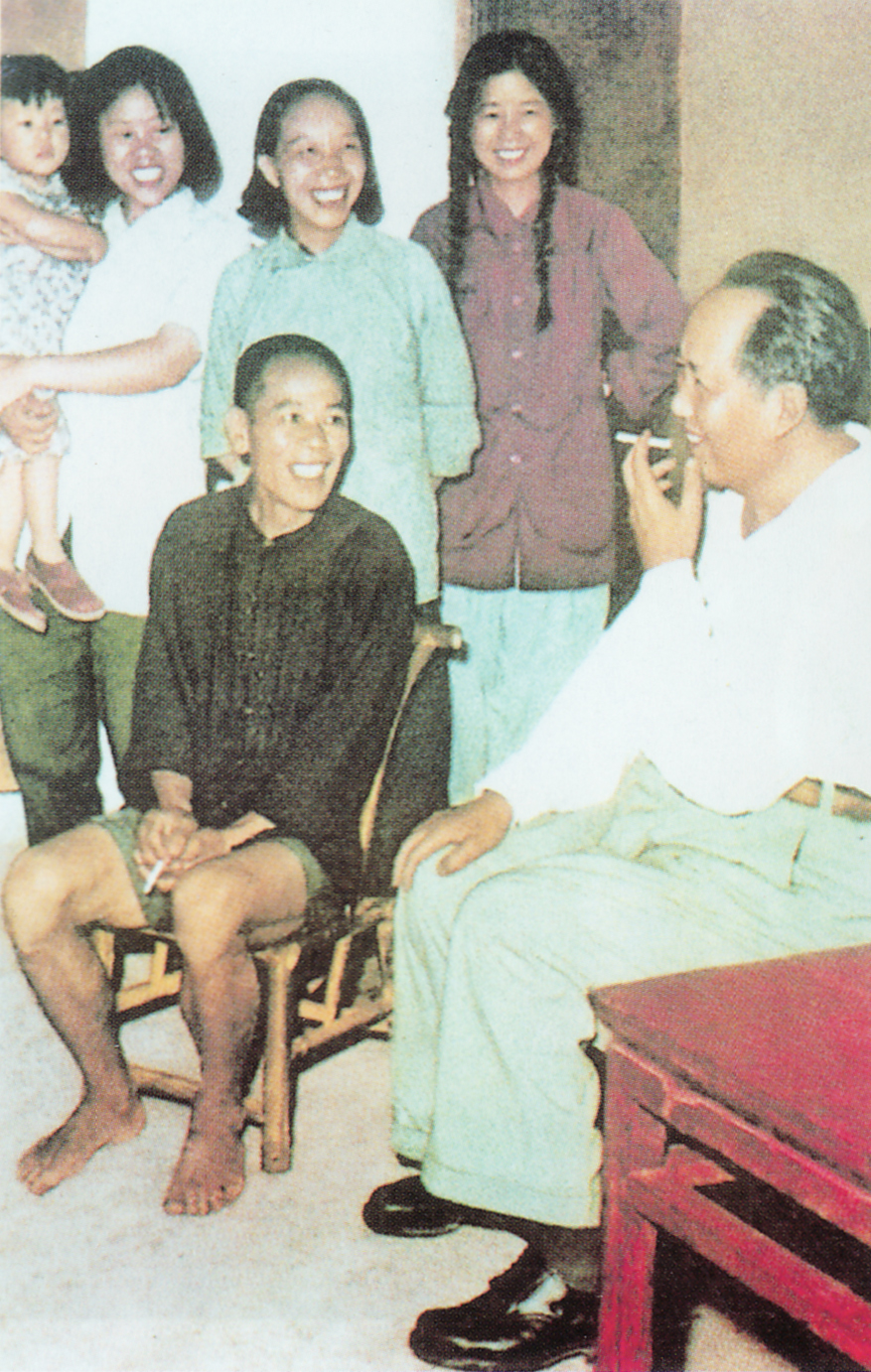
故郷の韶山で農民たちと談笑する毛沢東

大躍進政策の失敗は毛沢東の権威を傷つけた。1959年4月27日、毛沢東は大躍進政策の責任を取って国家主席の地位を劉少奇に譲ることとなった。
同年7月から8月にかけて江西省廬山で開催された党中央政治局拡大会議（廬山会議）では、毛と同郷であった国防部長（大臣）の彭徳懐から大躍進政策の見直しを迫られた。毛は彭徳懐とその支持者を「右翼日和見主義反党軍事集団」というレッテルを貼って粛清した。
廬山会議以降、毛はさらに強硬的になって大躍進政策を推進しようとしたが、飢餓が全土に拡大して餓死者がますます増加していき、ついに毛は1962年1月に開催された「七千人大会」において大躍進政策に対する自己批判をせざるを得ない状況にまで追い込まれた。この大会を機に政治の実権は劉少奇-鄧小平ラインに移ることとなり、毛沢東の権力は大きく低下した。劉少奇や鄧小平が経済調整に乗り出し、農業集団化を見直した結果、農村の飢餓状態が改善されると、党・国家機構における毛沢東の威信はますます減退していった。しかし、彭徳懐に代わって国防部長となった林彪によって1964年に『毛沢東語録』が出版されるなど、大衆に対する毛沢東への神格化は着実に進められ、毛沢東は密かに奪権の機会をうかがっていた。
1965年11月、歴史学者で北京市副市長でもあった呉晗が執筆した京劇戯曲『海瑞罷官』を批判した姚文元の「新編歴史劇『海瑞罷官』を評す」の論文が上海の新聞『文匯報（ぶんわいほう）』に掲載、これが端緒となり、1966年5月、北京大学に反革命批判の大字報（壁新聞）が貼り出され、大学などの教育機関や文化機関を中心に、党・国家機関に対する「造反」が起こった。
過激派となった青少年は「紅衛兵」と称して、各地で暴動を引き起こした。毛沢東は過激派青年たちの暴力行為に対し「造反有理（謀反には理由がある）」として積極的に支持した。8月5日に毛は「司令部を砲撃せよ ― 私の大字報」と題する指示を『光明日報』に発表し、劉少奇国家主席打倒を示唆した。8月18日には、自ら天安門広場に赴き、100万名の紅衛兵を謁見して彼らを煽動して「四旧打破」のスローガンを打ち立てた。紅衛兵運動は全国の学生ら、青年層に拡大した。
このようにして、劉少奇・鄧小平らを実権派（経済政策の調整・柔軟化を唱える党員は、「走資派」というレッテルを貼られた）・修正主義者（「スターリン批判」をきっかけに個人崇拝を厳しく戒め始めた当時のソ連共産党・フルシチョフ路線に倣い、毛沢東に対する個人崇拝の見直しと、代替権力として党官僚の強化を唱えた党員をこう呼称した）として糾弾する広汎な暴力的大衆運動、すなわち「プロレタリア文化大革命（文革）」への流れが決定付けられた。この頃個人崇拝の対象に祭り上げられた毛は「偉大的導師、偉大的領袖、偉大的統帥、偉大的舵手、万歳、万歳、万万歳」と称えられていた。
文化大革命では紅衛兵による大量の殺戮が行われ、その範囲は劉少奇国家主席（1968年に失脚）ら中央指導部、教師ら「知識人」、中国国民党と少しでも関わりのあった者まで及んだ。
彼らの家族までも紅衛兵によって徹底的に迫害された。また、紅衛兵運動は文化浄化を行うなどの極端な「左」傾偏向主義運動に発展した。文化大革命による犠牲者の合計数は数百万から数千万とも言われている。文革の被害者数については諸説あるが、死亡数は2000万人に上るという政府高官の見解が中国国民に共有されている。この流れのなか、毛沢東の奪権目標であった劉少奇・鄧小平らの「実権派」は次々と打倒されたが、紅衛兵組織は互いに抗争を始め、毛沢東ですら統制不可能な状況に陥った。
紅衛兵は中南海、紫禁城、核兵器に関わる軍事施設への侵入を試みて毛沢東の護衛を担当する8341部隊と武力衝突も起こしており、毛沢東は中央軍事委員会主席として人民解放軍に紅衛兵の弾圧を命じ、さらに学生たちの農村への下放を指示した。
文化大革命が発動されて以来、毛沢東の下で実権を掌握したのは毛の妻で党中央政治局委員の江青と党副主席兼国防部長の林彪らであった。とりわけ林彪は毛沢東の後継者とされたが、その後毛と対立し、1971年にクーデターを計画したが失敗。林彪は亡命しようとしたが、搭乗した空軍機がモンゴル領内で墜落し、死亡した（林彪事件）。林彪失脚後、毛は人材難から鄧小平らかつて失脚した者を政権内に呼び戻しポストを与えた。

### 米中接近と日中国交締結
毛沢東は中国を訪問した外国の指導者を迎え入れることはあったものの、2度のソ連訪問を除いて自らの外遊は避けたことで当時の国際社会では神秘的かつ閉鎖的な国家指導者の印象を与えていたが、巧みな周恩来の外交手腕もあって1971年に国際連合でアルバニア決議が可決され、中華民国を国連とその関連機関から追放させ、経済的には発展途上国でありながら軍事的には核保有国だけでなく、外交的には国連安保理常任理事国の地位も手に入れたことで加盟当初から事務総長の選出で意にそぐわない候補に対して拒否権を行使するなど列強と並ぶ強い影響力を国際社会で誇示するようになって中華人民共和国は世界にとって無視できない存在となった。
毛沢東が世界に注目された最後の事件は1972年2月18日、北京において行われたアメリカ合衆国大統領ニクソンとの会談である。この日、すでに椅子から立つのにも苦労するほど健康状態が悪化していたにもかかわらず、毛沢東は西側諸国のリーダーだったアメリカのニクソンと握手し、同盟各国の頭越しに首脳会談による関係改善を成し遂げた。ニクソンを通訳から紹介された毛沢東は「我々の共通の旧友、蔣介石大元帥はこれを認めたがらないでしょう」と歓迎した。これに先立つニクソンの訪中予告は全世界の驚愕を呼び起こし、金ドル交換停止とともにニクソン・ショックとも呼ばれた。ニクソンの後を継いで米大統領に就任したジェラルド・フォードとも会見した。ただし、米中が国交を正式に樹立するのは毛沢東の死後、1979年になってからである。
なお、この米中接近は冷戦下でソ連を牽制する必要があるアメリカと、同じく珍宝島事件（ダマンスキー島事件）などでソ連との関係が悪化していた中華人民共和国双方の思惑が一致したものであった。「将来的に、資本主義国のアメリカは衰退し、社会主義体制によって発展するソ連こそが最大の脅威となるであろう」と毛沢東は予測していた。1973年に毛沢東はアメリカの国家安全保障問題担当大統領補佐官キッシンジャーにアメリカ・日本・中華人民共和国・パキスタン・イラン・トルコ・ヨーロッパによるソ連に対する合従連衡を提案していた。
その後、1972年に高度経済成長を遂げて西側諸国ではアメリカに次ぐ経済力を有する国になっていた日本の首相田中角栄もニクソンの後を追うように中国を訪問して首脳会談を行い、日中国交正常化を果たす。中華人民共和国・中華民国も二重承認を認めないため、日本はこれまで国交を結んでいた中華民国との国交を断絶した。毛沢東が田中と面会したのはわずかな時間であったが、毛沢東は単に中国を訪問しただけで無く、一気に国交を結ぶまでに進めた田中の決断力を「ニクソン以上のもの」と評価していたといわれる。

### 死去

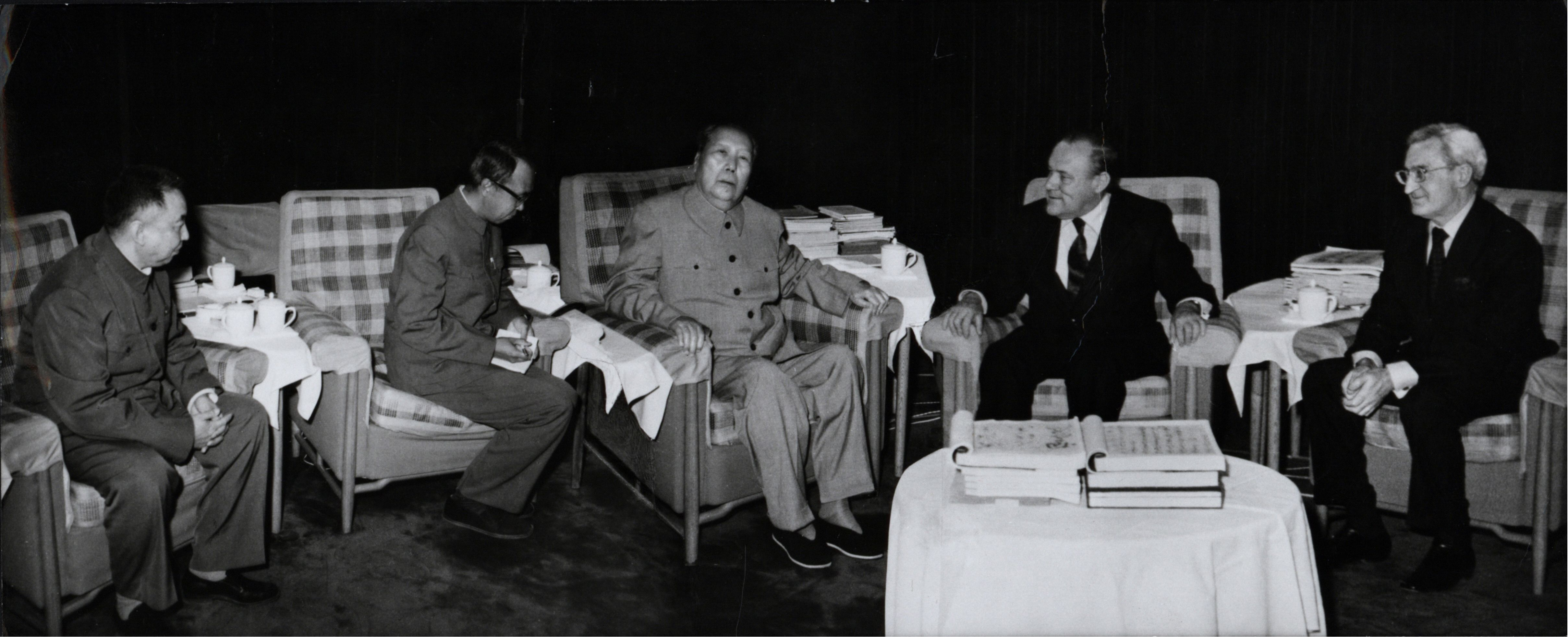
ニュージーランドのロバート・マルドゥーン首相と会談する毛沢東（1976年4月30日）

ニクソンとの会見後に毛沢東が筋萎縮性側索硬化症に罹患していることが判明した。医師団が懸命の治療を行ったが、長年の喫煙による慢性的な気管支炎等が毛の体力を奪っていった。1975年には白内障も悪化し、8月に右目の手術をして視力は回復したものの、秋には肺気腫から心臓病を引き起こして深刻な状況となった。毛が最高幹部に直接指示を与えることはほとんどなくなり、甥の毛遠新を連絡員として病床から指示を発するのみとなった。
毛沢東の体調悪化と時を同じくして、文化大革命による混乱の収拾と国家行政の再建に尽力していた国務院総理の周恩来も膀胱癌が悪化して病床を離れられなくなった。毛は周恩来の補佐として、1973年に鄧小平を復活させ、1974年には鄧を国務院常務副総理（第一副首相）に任命した。さらに、鄧小平は病床の周恩来に代わり、1975年1月より党と国家の日常業務を主宰するようになった。鄧小平は文革路線からの脱却を図ろうとしたが、文革を推進してきた江青ら四人組は反発し、周恩来・鄧小平批判を繰り返した。毛沢東の連絡員となった毛遠新は四人組のシンパであり、病床にあった毛沢東に対して鄧小平批判を伝えていた。毛沢東も文革を否定する鄧小平を批判するようになった。1976年1月8日の周恩来死去をきっかけに、同年4月5日、第一次天安門事件が発生すると、毛は鄧小平を再度失脚させた。
周恩来・朱徳（1976年7月6日没）と、「革命の元勲」が立て続けにこの世を去るなか、1976年9月9日0時10分、北京の中南海にある自宅において、毛沢東は82歳で死去した。北京電視台で午後7時からの放送開始時に葬送曲とインターナショナルを流した後に、中国共産党中央委員会からの訃告を読み上げた。日本ではNHKが午後5時10分に「毛主席死去」と速報を表示した。1976年9月18日には天安門広場で国葬が実施された。なお毛沢東の死の直後に腹心の江青・張春橋・姚文元・王洪文の4人組は逮捕・投獄され、文化大革命は事実上終結した。遺体は現在北京市内の天安門広場にある毛主席紀念堂内に安置され、永久保存・一般公開されている。

## 死後の評価

天安門広場に飾られる毛沢東の肖像画

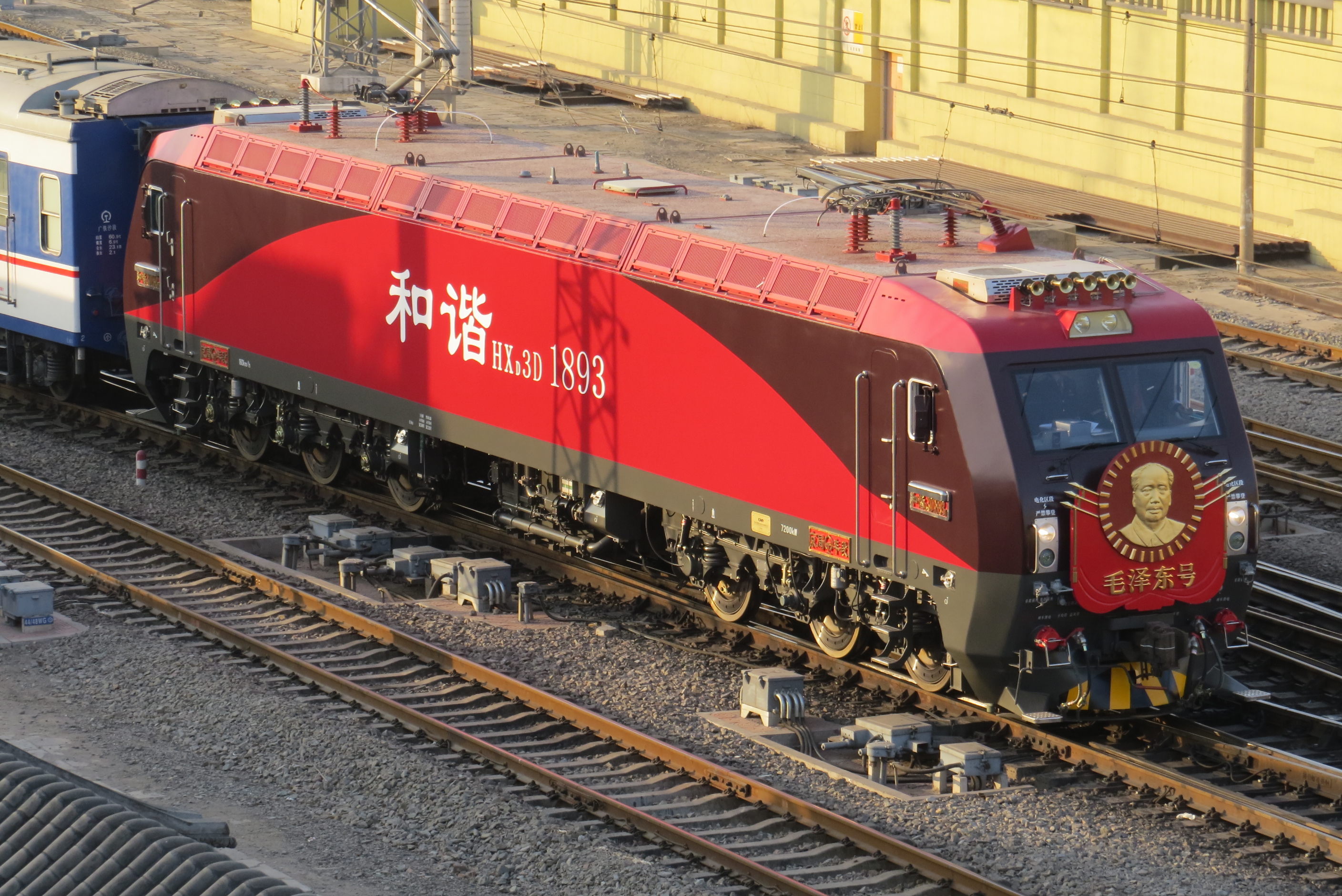
中国国鉄“毛沢東号”機関車（6代目，HXD3D-1893）

タイム誌の20世紀の重要人物の1人に選出された。毛沢東の政策については、現在でも議論の対象となっている。研究者は毛沢東の引き起こした大躍進政策と文化大革命のような、文化・社会・経済・外交に重大な損害をもたらした問題について非難すると共に、彼の政策による犠牲者を数千万と推定する。そして、マルクス・レーニン主義を中国社会に導入しようと自らが確立した毛沢東思想に基づく毛の政策は、産業の面において結局失敗に終わったと論じる。
だが、統一国家である中華人民共和国を建国し、当時は低かった中国における識字率を急速に上昇させた事は評価される点である。こうした事から、毛沢東は良くも悪くも中国に多大なる影響を与えた人物であるとして扱われる。

### 文化大革命の清算
毛沢東の死去後、江青ら4人組を逮捕・失脚させて党主席・最高指導者に就任した華国鋒は「二つのすべて」（毛沢東の指示は全て守る）の方針を打ち出した。これは文革路線を継続させ、毛沢東の指示によって地位剥奪された人々を復権させないことを意味した。
鄧小平はこれに対して「毛主席の言葉を一言一句墨守することは、毛沢東思想の根幹である“実事求是”に反する」との論法で真っ向から反駁した。党と軍の大勢は鄧小平を支持し、その後鄧小平が党と軍を掌握した。華国鋒は失脚して実権を失い、「二つのすべて」は否定され、毛沢東の言葉が絶対化された時代は終わった。また、党主席のポストが廃止され、存命指導者への崇敬も抑制され、毛沢東のような絶対的個人指導者を戴くシステムの否定が印象付けられた。
毛沢東思想として知られる彼の共産主義思想は、先進国・発展途上国問わず世界に影響を与えた。内政においては、大躍進政策の失敗や文化大革命を引き起こしたことにより数千万とも言われる大多数の死者を出し、国力を低下させた。一方で「中華人民共和国を建国した貢献は大きい」として、その影響力は未だ根強く残っている。文化大革命で失脚したうえに迫害された鄧小平らの旧「実権派」が党と政府を掌握した状況下で、大躍進政策や文化大革命は「功績第一、誤り第二」である毛沢東の失敗とされた。

### 現代中国社会と毛沢東
毛沢東の評価については毀誉褒貶があるものの、毛沢東の尊厳を冒すような行為は許されないというのが、現在の中国国内における一般認識である。例えば1989年の第二次天安門事件直前の天安門前広場での民主化デモのさなかに、一参加学生が毛沢東の肖像画に向かってペンキを投げつけたところ、ただちに周囲の民主派学生らに取り押さえられ、「毛主席万歳!」の声が沸き起こったと報道された。
一般に文革を経験した世代は毛沢東を手放しで賞賛することは少ないが、直接文革を経験していない若い世代はそれほど警戒的ではないとされる。第二次天安門事件の後、生誕100周年に当たる1993年前後に毛沢東ブームが起こったのをはじめ、関連商品などが何度か流行したこともある。
毛沢東の死後の中国は改革開放によって経済が発展する一方、所得格差の拡大・党幹部と官僚の腐敗といった社会矛盾が顕著になっていった。そのような状況の下で困窮に苦しむ人々が貧しい農業国でも平等だった毛沢東時代の中国を懐かしみ、毛の肖像・『毛沢東語録』を掲げて抗議活動を行う事例もある。毛の117回目の誕生日に当たる2010年12月26日には、北京で陳情者らが「毛沢東万歳」と叫びながらデモを行った。

## 毛沢東の言葉・思想
日中戦争時代の毛沢東の言葉
「戦争という巨大な力の最深の根元は、人民の中に存在する。日帝がわれわれを迫害し得る大きな原因は、中国人民の側が無秩序・無統制であったからだ。この弱点を解消したならば、日帝侵略者は、われら数億の目覚めた人民群の目前にて、一匹の野牛が火陣の中に放られた如く、われらの恫喝により彼らは飛び上がらん如く脅かされるであろう。この野牛は必ず焼き殺さねばならぬ」
「日本はいま世界有数の強い帝国主義国である、一方で我が国は依然として弱国であり、軍事力・経済力・政治組織力などの面で敵に劣っている。だが日本は国土が比較的小さく、人力・軍事力・財力・物力にいずれも欠乏を感じており、長期の戦争には耐えられない。一方で中国はさしのぼる朝日のような国で、日本帝国主義の没落状態とは全く対照的である。中国の戦争は進歩的であり、この進歩性から中国の戦争の正義性が生まれている。この戦争は正義の戦争であるために全国的な団結呼び起こし、敵国人民の共鳴を促し、世界の多数の国々の援助を勝ち取ることができる。中国はまた大きな国で土地が広く、物産は豊かで、人口が多く、兵力も多いので長期の戦争を支えることができ、この点もまた日本と対照的である。」。
天皇制に対する毛沢東の言葉
戦争末期の1945年5月28日に日本共産党の代表だった野坂参三の演説原稿を読み、以下のような書簡を送っている。野坂は「人民大多数が天皇の存続を熱烈に要求するならば、これに対して我々は譲歩しなければならぬ。天皇制の問題は、戦後儘速（迅速）に人民投票によって決定される」という投票による天皇制容認の草稿を用意していたが、毛沢東はそれに対して「『儘速』の二文字は削除できると思われます」「私は日本人民が天皇を不要にすることは、おそらく短期の内に出来るものではないと推測しています」とさらに慎重な態度を取っている。なお毛沢東が戦後日本の天皇制を批判したことは無く、戦犯問題についても野坂が広範なファシスト分子摘発を訴えたことに毛沢東は反対し、特高警察や思想警察でさえ「一部の積極分子のみ」に限定するのが良いと寛容な態度を取った。
「東風は西風を圧倒する」
1957年11月にモスクワを訪問した毛沢東は、「この世界には二つの風が吹いている。東風と西風だ。中国には、東風が西風を圧倒しなければ西風が東風を圧倒するという格言があるが、今日の世界情勢はまさに東風が西風を圧倒している（中国語: 东风压倒西风）、つまり、資本主義勢力に対して社会主義勢力は圧倒的有利に立っているということだ」と演説し、さらに「戦争が始まればどれだけの人が死ぬか考えてみよう。地球上には二十七億の人間が暮らしており、その三分の一、いや多ければ半分が失われる可能性がある……私が言いたいのは、たとえ最悪のケースで半分死んだとしても、半分は生き残るということだ。しかし、帝国主義は抹殺され、この正解はすべて社会主義になるだろう。数年も経てば、人口は再び二十七億に達するはずだ」と述べた。
日本社会党訪中団との会見における毛沢東の発言
1964年7月に日本社会党の佐々木更三率いる訪中団が毛沢東と会見した際に、過去の日本との戦争について謝罪すると、毛沢東は「何も謝ることはない。日本軍国主義は中国に大きな利益をもたらしてくれた。これのおかげで中国人民は権力を奪取できた。日本軍なしでは不可能だった」と返した。元大日本帝国陸軍中将の遠藤三郎と毛沢東の会見、元A級戦犯の久原房之助と毛沢東の会見でも毛沢東から似た発言がなされた。この発言をした1964年は大躍進政策の失敗後であり、文化大革命の前夜であった。毛沢東は、日本人を「日本軍国主義者」と「日本人民」に分けて考え、後者と統一戦線を組み、第三の革命とされた日本人民革命を起こさせようと考えていたという。沖縄返還を要求する日本人民の愛国闘争を支持するとも人民日報で述べていた。
「道は自分で切り開くもの」
毛沢東は、「道は自分で切り開くもの」と、過去の歴史の指導者と同じことをしようとは考えてはいなかった。ある時、護衛の者と山登りした際も昇ってきた道を引き返して下りようとはせず、別の道を見つけて下ったという逸話がある。
『実践論』の言葉
「ある事物を理解するためには、それを変革する戦いに参加しなくてはならない」
国務院副総理陳永貴に対する毛沢東の発言
1970年代に国務院副総理陳永貴が日中戦争のとき「漢奸」だったと告白した際、毛沢東はそれを一笑に付して、「日本人はわが救命恩人だ。命の恩人の手伝いをし、漢奸になったということは、つまりわたしに忠誠を尽くしたということだ」と言った。
毛沢東選集の言葉
「革命とは、客を招いてごちそうすることでも無ければ、文章を練ったり、絵を描いたり、刺繍をしたりすることでもない。そんなお上品でおっとりとした雅やかなものではない。革命とは暴力である。一つの階級が他の階級をうち倒す、激烈な行動なのである。」
「和尚打傘」
アメリカ人ジャーナリストのエドガー・スノーとの対談で"和尚打傘"（中国語: 和尚打伞）と述べた。これは「（傘をさした和尚は）髪もなければ、天も見えない（中国語: 无发无天）」と「やりたい放題（中国語: 无法无天）」をかけた歇後語（言葉遊び）であったが、通訳の唐聞生がアメリカ育ちであったために意味を汲み取れず、「和尚が傘をさす」と直訳した。このためスノーは、毛主席の言葉を「自らを、傘を手に歩む孤独な行脚僧とイメージしている」などと紹介し、「なにものにも束縛されず、自分の道を歩んできた」という毛沢東の本来の意図とはむしろ逆のメッセージが全世界に発信された。

## 著作・講話
- 「体育の研究」（1917年）
- 『沁園春・長沙』（1925年）
- 『湖南省農民運動視察報告（中国語版）』（1927年7月）
- 『実践論』（1937年7月）
- 『矛盾論』（1937年8月）
- 『遊撃戦論』（1938年）
- 「持久戦論」（1938年）
- 『新民主主義論』（1940年）
- 『文芸講話』（1942年）
- 『愚公山を移す』（1945年）
- 『人民内部の矛盾を正しく処理する問題について（中国語版）』（1957年）

## 逸話
- 毛沢東は大の読書好きで、中南海の邸宅には約70万冊の本が収集されており、とくにお気に入りの本は寝室に置かれていた。主に歴史関係の本を好み、特に中国史（歴代王朝二十四史や三国志）を愛読していた[53]。
- 毛をはじめとする共産党幹部は昼間眠って真夜中に仕事をするという、いわゆる夜型の習慣を革命当時に身につけた。北京入城後、劉少奇、朱徳、周恩来など他の古参幹部らは生活を昼型に戻したのだが、毛だけはそうせず、逆に終生これを変える事はなかった。幹部党員との会議や、時には外国首脳との接見も毛の執務習慣に合わせ深夜に行われた[信頼性要検証][54]。
- こうした毛の執務習慣に合わせ、昼間鳴き騒いで毛の睡眠の邪魔をするという理由で、中南海で雀退治が行なわれた。幹部職員には1日何羽というノルマが課せられた。それでも北京市内の雀が入ってくるので、市内全部の小中学校の児童・生徒に雀捕りの号令が掛けられた。或る幹部は孟浩然の詩を読み替えて詠んだ。

- 1956年に毛は「雀は年間30kgの米を食う」と言いだし、絶滅を命じた。毛の雀狩りは5年間続けられた。記録では北京で年間11億羽を処分とある[55]。しかし当然の報いとして害虫による作物の被害が蔓延し凶作に陥ったため、ようやく雀狩りは取止められた（四害駆除運動）。
- 天安門広場に掲げられた肖像から人民服を愛用していたように思われがちだが、正装として着用しているだけであり、実際にはあまり着用しなかった。体を締め付けないゆったりとしたガウンのような服が好みで、私生活では寝ているときも起きているときもそれを着用し、深夜の会議や党幹部の報告もベッドの上でその服装で聞き流していた。また、幼児じみたところがあり、そのガウンが破けたたりほつれたりしても新しいものとは交換せず、同じガウンを繕いなおさせてそれを着用した。それゆえ上海に毛専用の縫製ラインが設けられ、傷んだガウンはそこへ送られ一流の縫製職人がこれを修復した。しばらくするとガウンはパッチワークの様相を呈したが、毛本人はなんら気にとめることはなく、来客があるとそのパッチワークのガウンを自慢げに見せびらかしていた[信頼性要検証][54]。
- 味覚の嗜好は終生変わることがなかった。専ら故郷の油っこい味付けの料理を食し、ロシア訪問時もわざわざ彼専用の料理人を連れて行き、現地の味には一切眼をくれないほどであった。このとき、ソ連政府はわざわざクレムリンの一室をさいて毛に供したのだが、毛が用いたのはその空間だけであって、お気に入りのベッドは無論のこと御虎子に至るまで持ち込んで、滞在中ずっと使用していた。
- 食器は、景徳鎮に毛沢東専用のそれを焼くための窯が存在した[信頼性要検証][54]。そこで生産された毛専用のそれら食器は、毛の没後の1982年に保管されていた予備品が市中に出回り、やがて香港を経由して西側にも知られるようになった。2015年現在、それらの食器はその極秘生産指令のコードを付した 7501工程、毛瓷の名称で呼ばれ、中国の経済成長ともあいまって驚くほど高額の骨董的価値を付与されている。これらの食器は陶磁器の専門家や蒐集家から半ば皮肉を込め「最後の官窯」とも呼ばれている。
- スポーツは水泳を好んだ。中国全土に建設された毛専用の別荘には、かならずプールが備えつけられていた。フルチショフが訪中した際は、プール際にまで彼を呼びつけ、金槌である彼をからかうようなそぶりでプールを自由に泳ぎまわる際どい外交戦術を展開したこともある。さらに黄河などで自らの水泳する姿を写真に撮らせて新聞に載せ、意気盛んな様子をアピールしたことも良く知られている。また、最晩年に中南海の菊香書屋を出て、移り住んだ終の棲家は中南海のプールの更衣室（脱衣場）であった[56]。
- 麻雀の名手であった。自身、「麻雀は漢方、『紅楼夢』とともに世界に三大貢献した。」と評価し、高度な戦略を磨き確率性と確実性の関連を学ぶことができるとして楽しんでいた。
- 歯磨き粉をめぐる毛沢東の噂話は幾つかのバージョンがある。いずれもオチつきである。一つは、昔は缶入りの粉歯磨きばかりであったが、やがてチューブ入りの練り歯磨きが出て来たときに、毛沢東は我が国は未だ貧しい、その間は自分は最新のチューブ式歯磨きでなく、昔ながらの缶入りの歯磨き粉でいいと言って、従来通りの粉歯磨き粉を愛用していた。さらに、茶を好んだ毛沢東は歯に茶渋がつくため、すぐに歯が黒くなったので、ヘビースモーカーが歯のヤニを落すために使うような極めて研磨力の強い歯磨き粉を愛用していた。その影響により、歯のエナメル質が削れて、結局かえって多くの歯を失うことになったというものである。別の話では、市中に練り歯磨きが普及してからも、やはりそれを使おうとしなかった、やがて歯磨き粉の生産中止が決定し、部下が次第を報告すると「オレは生まれてこの方、歯磨き粉しか知らないからこれしか使わない。お前たちが練り歯磨きを使うのは勝手だが、オレに練り歯磨きを強制するのは止めろ」と命じたので、生産中止は撤回され、上海の国営工場で、毛沢東一人のためだけに細々と歯磨き粉の生産が継続された、ともあり[54]、湖南省韶山市の毛沢東同志記念館には曰くつきのその歯磨き粉が展示されているという。別の話では、毛沢東はお茶を飲んでいれば、虫歯をふせげると信じ、歯磨きをしなかった、そのために、彼の歯は茶渋で真っ黒だったという。これらの話では、歯とくに前歯が黒ずんだか、あるいは歯を失ったかで、それを見られるのを気にして、毛沢東は人前ではあまり口を開けなかったとされる。中には、伝えられるうちに緑茶を良く知らない西洋人によって変形したものと思われるが、緑茶という言葉からか、茶渋で黒ずんでいたではなく、「まるで口内に緑色のペンキが塗ってあるよう」だったとなっている話もある[57]。
- 毛は共産党の正統性を宣伝するため魯迅を利用したことで中国での名声が高まった。本人は特に阿Q正伝を気に入っており、談話でしばしば「阿Q精神」を引き合いに出した[58]。
- 毛沢東は呂蒙に感銘を受けた人物の一人であり、部下への訓告に際しては度々呂蒙の生きざまを引き合いに出している。彼自身、幾度も『呂蒙伝』を読み込んでおり、特に孫権が呂蒙の事を論じた『学門開益、籌略奇至（学問に懸命に取り組み、ずば抜けた策略を得るに至った）』という言葉を大いに気に入っていた。また、陳寿が評した『呂蒙勇而有謀』の六字を部屋中にびっしりと書き加えていたという逸話もある。1958年に安徽省へ視察へ出向いた際には、同行していた羅瑞卿や張治中へ「呂蒙は一兵卒として従軍し、驍勇にして胆略を有していたが、教養を持っていなかった。将軍となってからもそれは変わらず、軍事上の報告をする際には口述して書き写させていた。甚だ不便といえる。孫権が彼に書を読むよう勧めると、彼は軍務が多忙で時間が無いと言ったが、孫権は自らを引き合いに出し、ただやると決心する事が重要であり、時間など大した問題ではないと説いた。呂蒙は孫権の忠告を聞き入れ、刻苦しながらも自ら勉学に励み、数年の後には別人のようになった。そして後に東呉の将帥となり、数多の戦を勝利に導き、関羽を麦城へ敗走させたのだ。我が軍の高級官僚も十中八九が行伍（一兵卒）の出身であり、今になって教養を学んでいる。彼らは『呂蒙伝』を読まないわけにはいかぬ」と語った。また、その後もある時には「呂蒙は用兵を巧みにしてよく敵の心を攻めたが、もし節を曲げて書を読む事が無ければ、どうして東呉の将帥足りたただろうか。我ら解放軍には行伍が多い。『呂蒙伝』を読まねばならない」とも周囲に語っていたという。1972年には『呂蒙伝』の注釈書の作成を監修し、幾度も自ら指摘を行って修正させている。そしてこの際にも、呂蒙が出世してから本を読むようになった事を引き合いに出し、高級官僚に対して学問を学ぶ事の重要性を説いている。
- マイク・タイソンから崇拝されており、タイソンは毛沢東の入れ墨を右腕に掘っている[59]。

## 家族・親戚
家族
- 父：毛貽昌
- 母：文素勤
  - 弟：毛沢民
    - 甥：毛遠新

  - 弟：毛沢覃
- 妻：羅一秀
- 妻：楊開慧
  - 長男：毛岸英 -（1922 - 1950）
  - 次男：毛岸青 -（1923 - 2007）
    - 孫 毛新宇 -（1970 -）

  - 三男：毛岸竜 - （1927 - 1931）夭折
- 妻：賀子珍
  - 長女：楊月花 -（1929 -）
  - 四男：？ -（1930）夭折
  - 五男：毛岸紅 -（1932 - 1971）
  - 次女 ：熊化芝 -（1935 -）
  - 三女：李敏 -（1936 -）
  - 六男：阿廖沙 -（1938）夭折
- 妻：江青（出生名：李淑蒙、芸名：藍蘋）
  - 四女：李訥 -（1936 -）

親族
- 毛遠新（甥。弟の毛沢民の第四子。）
- 王海容 - （1938 - 2017）いとこの孫娘。文化大革命後期に中華人民共和国外務副大臣を務めた。唐聞生と共に毛の通訳も務めた。
- 毛遠耀 - （1912 - 2013）いとこ。武漢測量地図学院（現在の武漢大学測量地図学院）の党委員会第一書記。
- 王季范 - （1884 - 1972）叔母の従兄弟。中央人民政府国務院顧問。

## 毛沢東の肖像
- 1988年に発行された中華人民共和国の紙幣である中国人民銀行券の第4版では、100元札に周恩来・劉少奇・朱徳と共に毛沢東の横顔が描かれていたが、1999年から発行が始まった現行の第5版では、すべての券種に毛沢東の肖像が描かれ、ほかの人物は描かれていない。
- 毛沢東の肖像や語録がプリントされた1967年や1968年の切手は、文化大革命中の切手購入が実用目的のみに制限されていた事から希少性があり、コレクターの間では非常な高額で売買されるプレミアム切手となっている。